# Jacarandas (ruta de autobús)

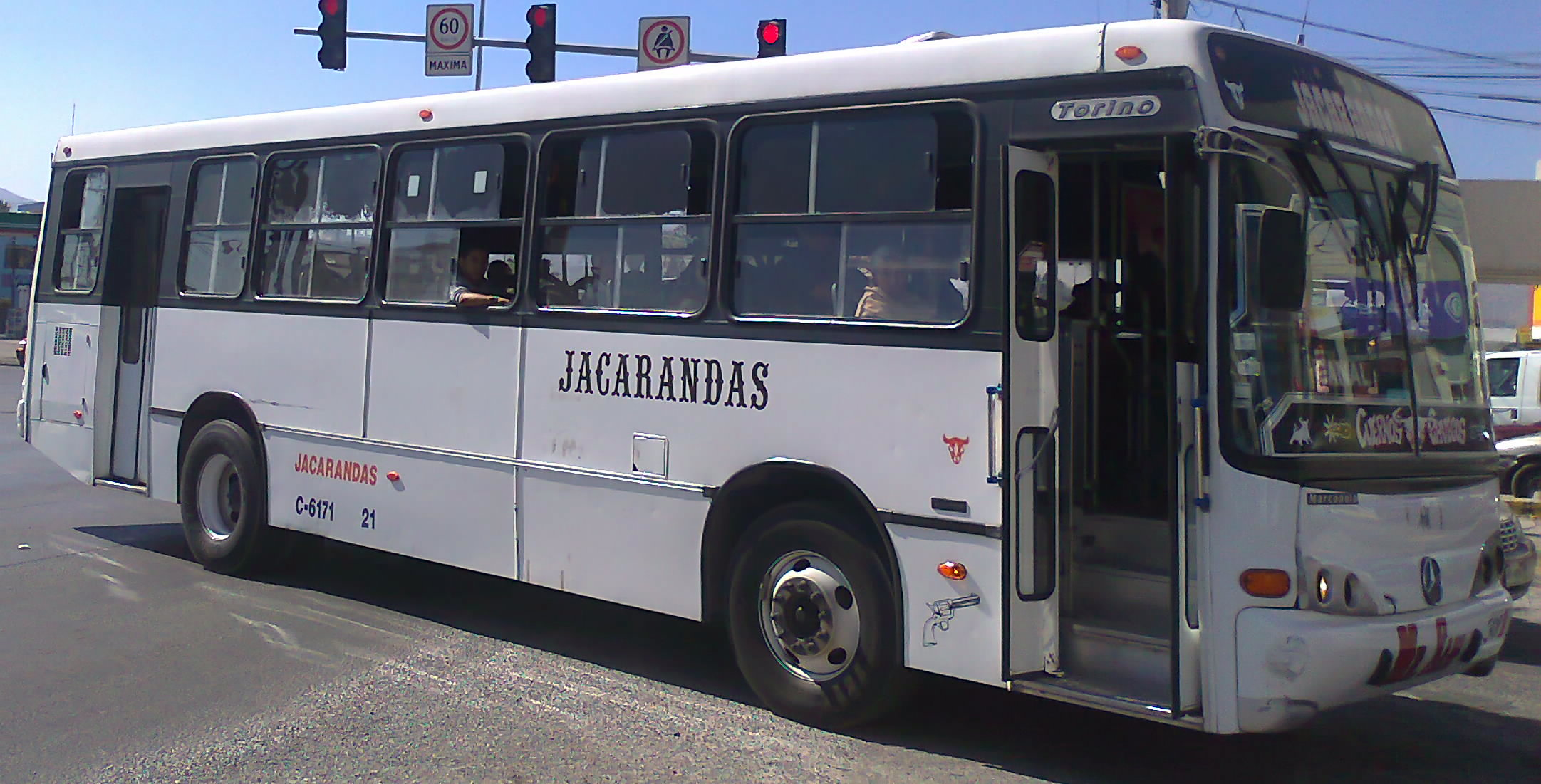
Camión de la ruta.

Jacarandas es una ruta de transporte público de Torreón, qué tiene una flota de 46 unidades, maneja diferentes tipos de autobús, principalmente panorámicos.

## Ramales

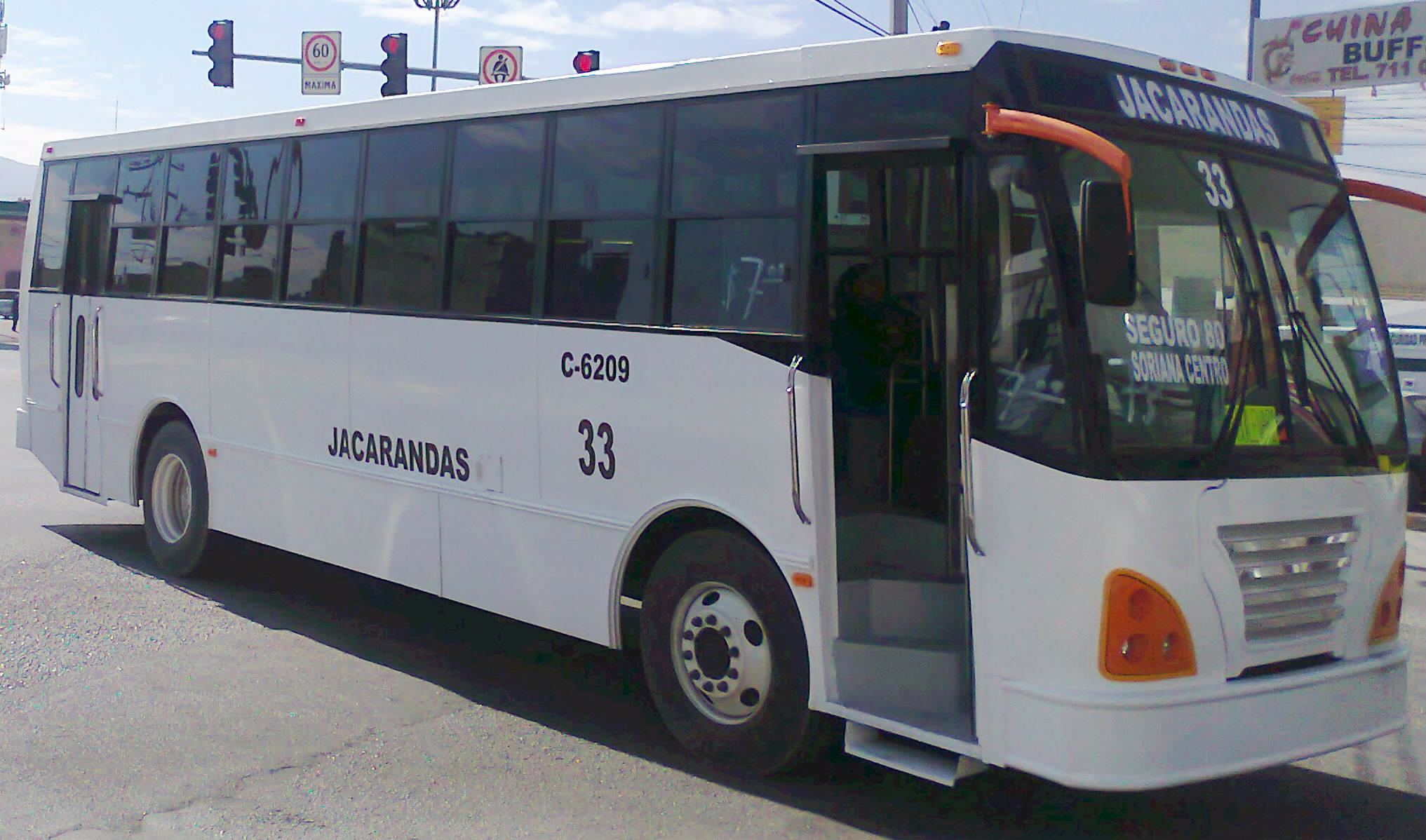
Una de las adquisiciones más recientes para esta ruta.

### Ruta 25: La Unión-El Roble-Leona Vicario
Las unidades en su mayoría son del tipo coraza, Su terminal de inicio está en la calle Emiliano Zapata, luego sigue por un calle sin nombre, da vuelta a la derecha por una calle sin nombre, vuelta a la izquierda por un acceso principal al Ejido La Unión, a la izquierda por una calle sin nombre, sigue por la Avenida el Tajito, sigue por la Avenida Universidad Autónoma de La Laguna, a la derecha por Encino, el Roble y Huizache, a la izquierda por la Avenida Universidad Autónoma de La Laguna, a la derecha por la de Los Álamos, a la izquierda por la Avenida Mónaco, a la derecha por el Boulevard Constitución, entra a parte de la colonia Los Ángeles, para llegar a la Leona Vicario y Avenida Hidalgo, luego se regresa por la Hidalgo, Ramos Arizpe, da vuelta por la Allende para llegar a la Ramón Corona, luego se regresa por la misma ruta de ida pero inverso.

### Ruta 26: Villa Florida-Constitución-Leona Vicario
Sale de la colonia Flores Magón, y luego pasa por la Autopista Iberoamericana, luego por la colonia Jacarandas y el Boulevard Constitución, para llegar a la Leona Vicario y Avenida Hidalgo, luego pasa por el centro de Torreón para llegar a la Ramón Corona y
.

### Ruta 27: Zona Industrial-Jacarandas-Leona Vicario
Sale de la Zona Industrial de Torreón, luego se va por la Autopista Iberoamericana, para entrar por el Boulevard Independencia y entrar al Boulevard Constitución y de ahí a la colonia Jacarandas, salen por la Salvador Creel, y regresan al Boulevard Constitución y de ahí al centro de Torreón para llegar a la Ramón Corona y de ahí a su destino original.

### En Commons
- Wikimedia Commons alberga una categoría multimedia sobre Jacarandas.

- Datos: Q2885453